# 京師同文館

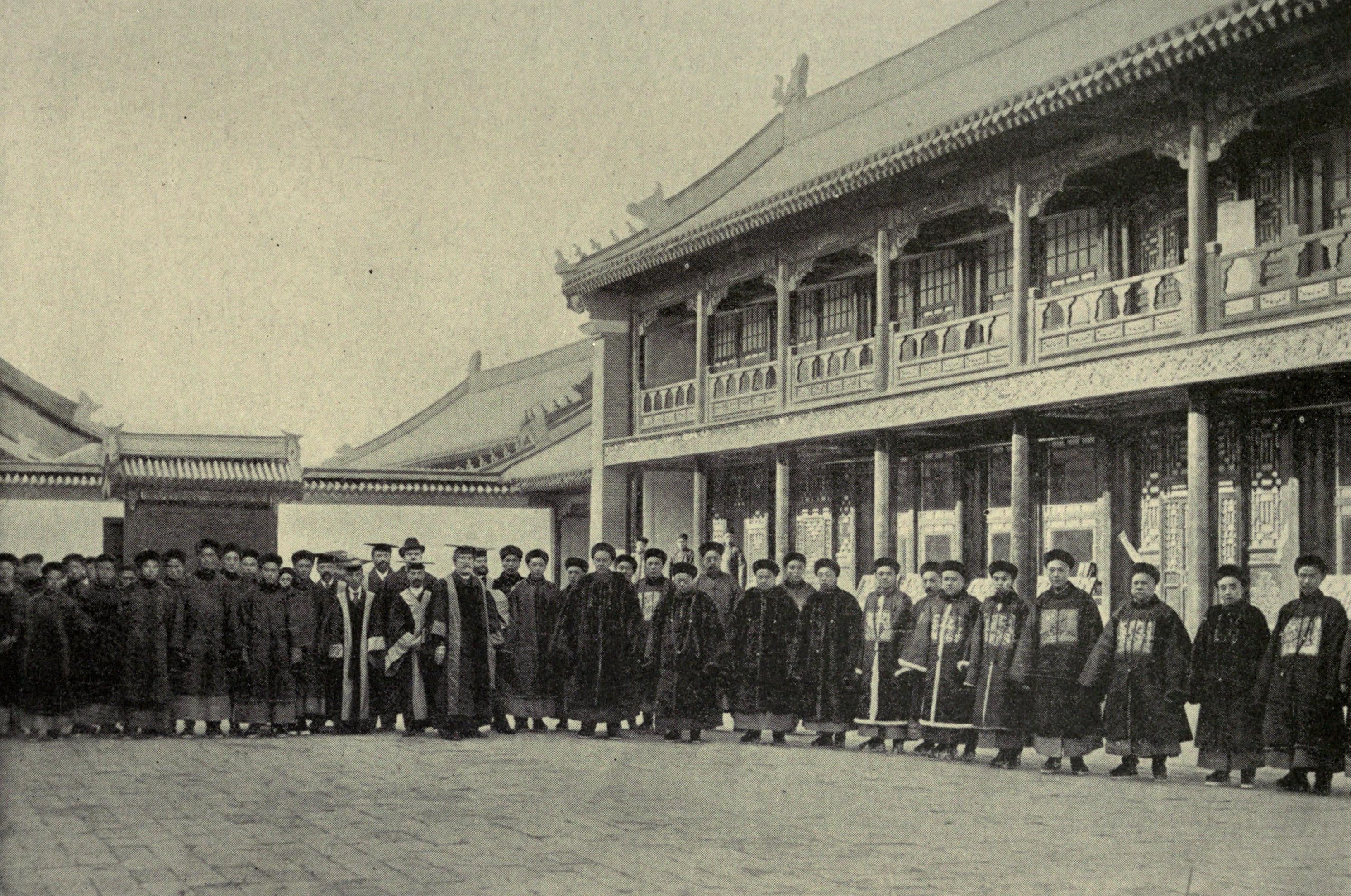
丁韪良與同文館其他教員合影（約1900年）

京师同文馆，清末自強運動期間清政府官办的外语人才学校，以教授西方語言為主的官办教育機構，也是中國近代最早成立的新式教育機構。京师同文馆成立于1862年8月24日，1900年停辦，1902年併入京師大學堂。北京大学外国语学院将其认作前身。
歷史上其他曾使用“同文館”的機構有北宋於汴梁设立的安州巷同文馆作为高丽使馆。

## 历史
《宋史》卷一六五．職官志五：「同文館及管勾所，掌高麗使命。」元、明、清改設會同四譯館。
同文館於清同治元年（1862年）8月24日成立於北京，该校的倡始者是洋务派领袖恭亲王奕訢、桂良和文祥的奏请下成立的，其主要目的之一是為回應《天津條約》中未來條約需以英語、法語為正本的規定，因此必須培育足夠的外語人才來應付外交事務。
其時第二次鸦片战争刚刚结束，奕訢在时任英国驻华公使馆参赞威妥玛的帮助下，请圣公会英籍传教士包尔腾担任首任总教习。该校隶属于总理各国事务衙门。初设英文馆（相当于系），后增设法文、俄文、德文、日文、格致（當时对声光化电等自然科学的统称）、化学等馆，1866年時又增設天文及算學等課程。学制分五年、八年两种。八年制又分前馆、后馆。后馆学有成效者升入前馆。学员兼学天文、算学、格物、化学、医学、机器制造、西洋史地和万国公法等科。
该校设管理大臣，最后一任管理大臣是孙家鼐，设总教习、副教习等职。先后在馆任职的教习有数学家李善兰、物理学家徐寿等。外籍教习有包尔腾、傅兰雅、欧礼斐、马士、丁韪良。
同文館除了教授西方語言之外，亦供西方人學習漢語。
1867年徐繼畬被任命為專官大臣，使同文館的發展較步上軌道。其後于1864年任教習的美國傳教士丁韙良，在1869年他被聘為同文館總教習，對同文館的影響很大。此外海關總稅務司赫德則對於該校的經費來源有所助益。
在丁韙良的主持下，規畫了較完整的課程，同文館八年的學制裡，前三年專讀語言，後五年則學習各個學科及個人專攻領域。在1879年時，學生有163名。其中以專攻英語、法語、算學較多。但同文館不被傳統中國的精英所認可，很少人願意送子弟來就讀，許多學生都是因其較好的補貼才進入同文館。
同文館除了作為教育機構外，其教習也從事翻譯工作，1873年開設了一所印書處，可說是中國最早大學出版社的雛型，該處共出版了各領域的譯著17部。
同文館於1900年因庚子事变被迫停办，1902年，同文館併入京師大學堂而結束。